# Муравинка (Злынковский район)
Муравинка — деревня в Злынковском районе Брянской области, в составе Вышковского городского поселения.
Расположена в 7 км к северо-востоку от Злынки, в 7 км к востоку от посёлка Вышков, на левом берегу Ипути. Население — 18 человек (2010).

## История
Основана в 1700-х годах Михаилом Муравинским; с 1711 года во владении Жоравок.
До 1781 года входила в Топальскую сотню Стародубского полка; затем в Новоместском, Новозыбковском (с 1809) уезде (с 1861 года — в составе Людковской волости, с 1923 в Злынковской волости).
В 1929—1939 гг. — в Новозыбковском районе, затем в Злынковском, при временном упразднении которого (1959—1989) — вновь в Новозыбковском. 
 С 1920-х годов до 1954 года состояла в Гутомуравинском сельсовете; затем в Маловышковском сельсовете, Вышковском поссовете (с 1959), Деменском (с 1963), Большещербиничском (1989—2000) сельсоветах.
| Годы      | 1897 | 1926 | 1979 | 1989 | 2002 | 2010 |
| --------- | ---- | ---- | ---- | ---- | ---- | ---- |
| Население | 161  | 189  | 92   | 53   | 28   | 18   |